# 莫利陨石坑
莫利陨石坑(Morley)是月球正面位于东部赤道区上的一座小撞击坑，
其名称取自美国物理学家和化学家爱德华·威廉姆斯·莫利(1838年-1923年)，1976年被国际天文联合会正式批准接受。

## 描述
该陨坑位于麦克劳林环形山的西南偏西，西北侧毗邻哈格里夫斯陨石坑；东北偏东靠近麦克劳林环形山；玻恩陨石坑位于它的东南偏南。莫利陨石坑的西侧坐落着丰富海，北面则是泡沫海。该陨坑的中心月面坐标为2°49′S 64°37′E / 2.82°S 64.62°E，直径13.7公里，深度2.25公里。
莫利陨石坑是一座圆碗状的小撞击坑，西侧外壁上显示坐落着数座小陨坑。陨坑内侧壁平整、对称，未有明显的侵蚀，坑壁平均高出周边地形520米，平坦的坑底其直径约为整个坑口的一半，它的形态特征隶属于"比奥型"(以该类陨石坑的典型代表-毕奥陨坑所命名)。
该陨坑在1976年被国际天文联合会正式命名前，曾被称作卫星坑"麦克劳林 R"。

## 另请参阅
- Andersson, L. E.; Whitaker, E. A. . NASA RP-1097. 1982.
- Blue, Jennifer. . USGS. July 25, 2007  [2007-08-05]. （原始内容存档于2018-12-25）.
- Bussey, B.; Spudis, P. . New York: Cambridge University Press. 2004. ISBN 978-0-521-81528-4.
- Cocks, Elijah E.; Cocks, Josiah C. . Tudor Publishers. 1995. ISBN 978-0-936389-27-1.
- McDowell, Jonathan. . Jonathan's Space Report. July 15, 2007  [2007-10-24]. （原始内容存档于2018-12-25）.
- Menzel, D. H.; Minnaert, M.; Levin, B.; Dollfus, A.; Bell, B. . Space Science Reviews. 1971, 12 (2): 136–186. Bibcode:1971SSRv...12..136M. doi:10.1007/BF00171763.
- Moore, Patrick. . Sterling Publishing Co. 2001. ISBN 978-0-304-35469-6.
- Price, Fred W. . Cambridge University Press. 1988. ISBN 978-0-521-33500-3.
- Rükl, Antonín. . Kalmbach Books. 1990. ISBN 978-0-913135-17-4.
- Webb, Rev. T. W.  6th revised. Dover. 1962. ISBN 978-0-486-20917-3.
- Whitaker, Ewen A. . Cambridge University Press. 1999. ISBN 978-0-521-62248-6.
- Wlasuk, Peter T. . Springer. 2000. ISBN 978-1-85233-193-1.